# Bonriki International Airport
Bonriki International Airport är en flygplats i Kiribati.   Den ligger i örådet Tarawa och ögruppen Gilbertöarna, i den östra delen av landet, 20 km öster om huvudstaden Tarawa. Bonriki International Airport ligger 2 meter över havet.
Terrängen runt Bonriki International Airport är mycket platt.  Närmaste större samhälle är Tarawa, 19,8 km väster om Bonriki International Airport. 